# Cystopelta bicolor
Cystopelta bicolor är en snäckart som beskrevs av Petterd och Hedley 1909. Cystopelta bicolor ingår i släktet Cystopelta och familjen Cystopeltidae. Inga underarter finns listade i Catalogue of Life.